# Eremaeozetes kurozumii
Eremaeozetes kurozumii är en kvalsterart som beskrevs av Aoki 1994. Eremaeozetes kurozumii ingår i släktet Eremaeozetes och familjen Eremaeozetidae. Inga underarter finns listade i Catalogue of Life.